# Karl Sjöholm
Karl Olof Sjöholm, född 14 augusti 1901 i Torhamn i Blekinge, död där 23 november 1981, var en svensk målare och grafiker.
Sjöholm studerade konst under resor till Tyskland, Frankrike, England, Spanien och USA där han lärde sig tekniken att etsa i New York. Separat ställde han ut i Sibbaboda och Karlskrona och han medverkade i utställningen Blekingekonstnärer som visades på Blekinge museum. Hans konst består av målningar i en naiviserande dekorativ stil där han har hämtat motiven från sagor och olika sägner samt porträtt och folkloristiska figurmotiv i olja, akvarell eller i form av etsningar. 